# Bruno Krupp
Bruno Krupp (* 5. Februar 1928 in Köln-Merkenich; † 14. April 2015) war ein deutscher Politiker der SPD.

## Ausbildung und Beruf
Bruno Krupp besuchte die Volksschule und die Verwaltungsschule und absolvierte eine Verwaltungsausbildung. Er war Angestellter und Dienstordnungsangestellter. Er wirkte als Direktor der Allgemeinen Ortskrankenkasse Leverkusen.

## Politik
Bruno Krupp war seit 1953 Mitglied der SPD. Ab 1954 war er Vorstandsmitglied und ab 1962 Vorsitzender der SPD in Leverkusen. 1945 wurde er Mitglied der Gewerkschaft Öffentliche Dienste, Transport und Verkehr. 1956 wurde Krupp Ratsherr der Stadt Leverkusen. Dort war er Fraktionsvorsitzender der SPD von 1958 bis 1961. Er war ab 1964 Leverkusener Bürgermeister, ab August 1971 Stadtkämmerer und von 1975 bis 1989 wirkte er als Oberstadtdirektor.
Bruno Krupp war vom 24. Juli 1966 bis zum 27. Mai 1975 direkt gewähltes Mitglied des 6. und 7. Landtages von Nordrhein-Westfalen für den Wahlkreis 050 Leverkusen.
Krupp war Träger des Bundesverdienstkreuzes und erhielt 1991 den Ehrenring der Stadt Leverkusen.